# Sakazuki
Pour les articles homonymes, voir Personnages_de_One_Piece#Sakazuki.

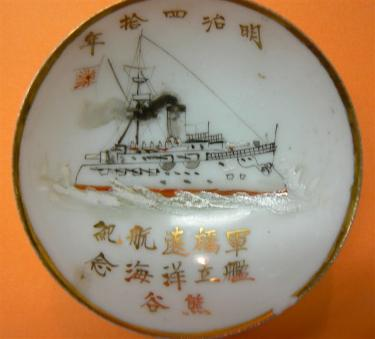
Sakazuki militaire de 1907.

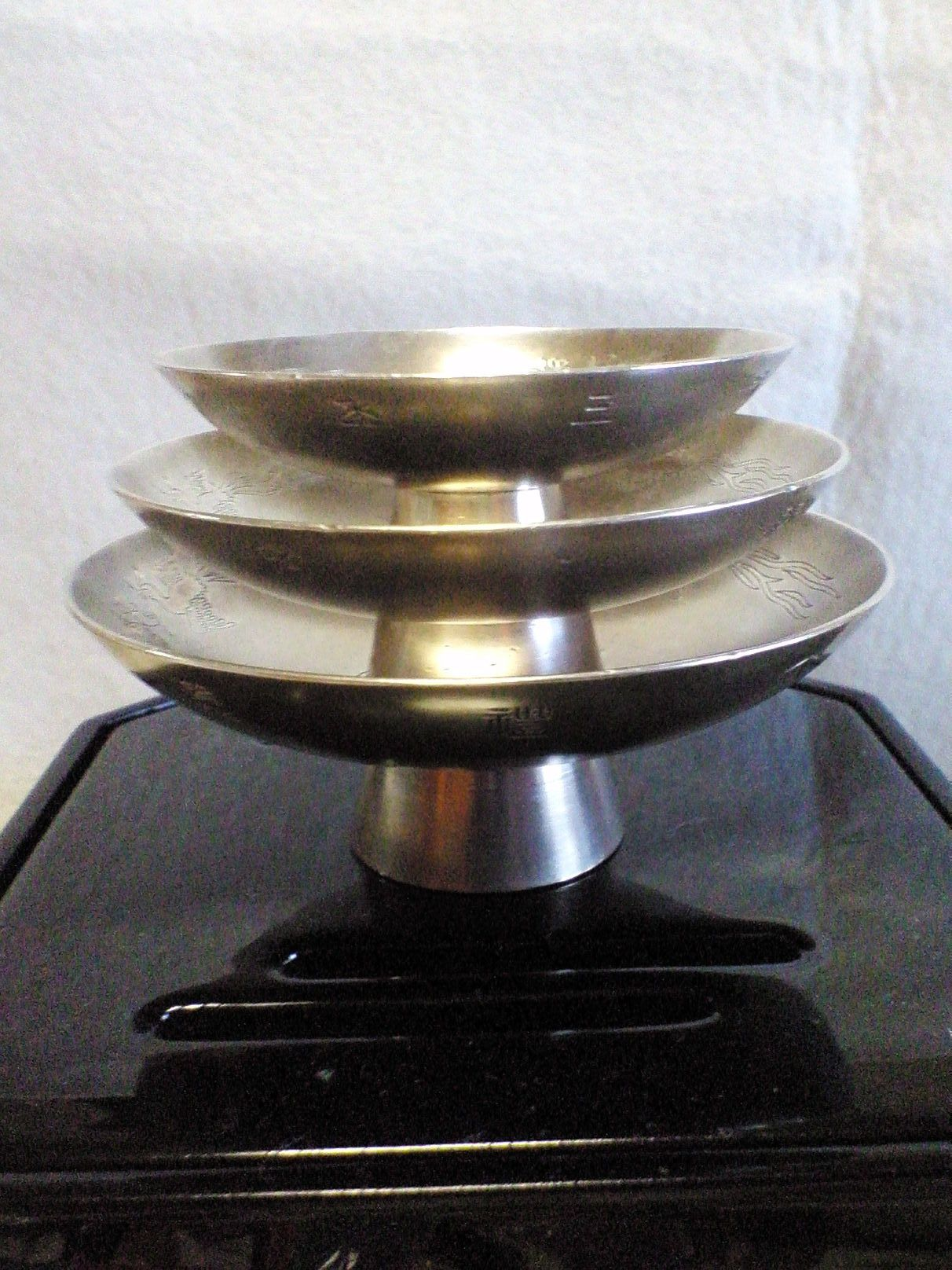
Trois sakazuki empilés.

Un sakazuki (盃) est une petite coupe à saké très évasée, en porcelaine ou plus rarement en bois laqué, voire en métal.
Il est destiné au service officiel ou cérémoniel du saké ou du toso (ou O-toso dans sa forme honorifique), notamment lors des mariages ou autres célébrations du shintoïsme, (particulièrement au Nouvel An). On y verse l'alcool, puis le sakazuki est échangé ou partagé entre les célébrants qui y boivent à trois reprises, cela symbolisant un lien, une promesse, voire une obligation.

## Tailles et formes
Il mesure en moyenne 7 à 8 cm de large sur 3 à 8 cm de haut ; il est parfois muni d'un petit pied.
La plupart des sakazuki sont en forme de plat ou cylindriques avec un centre encastré, et ont un petit cylindre (colline) sous la partie plat. Les matériaux utilisés peuvent être le bois laqué, le verre, l’or, l’argent, l’étain, de la céramique, de la faïence.

## Utilisation

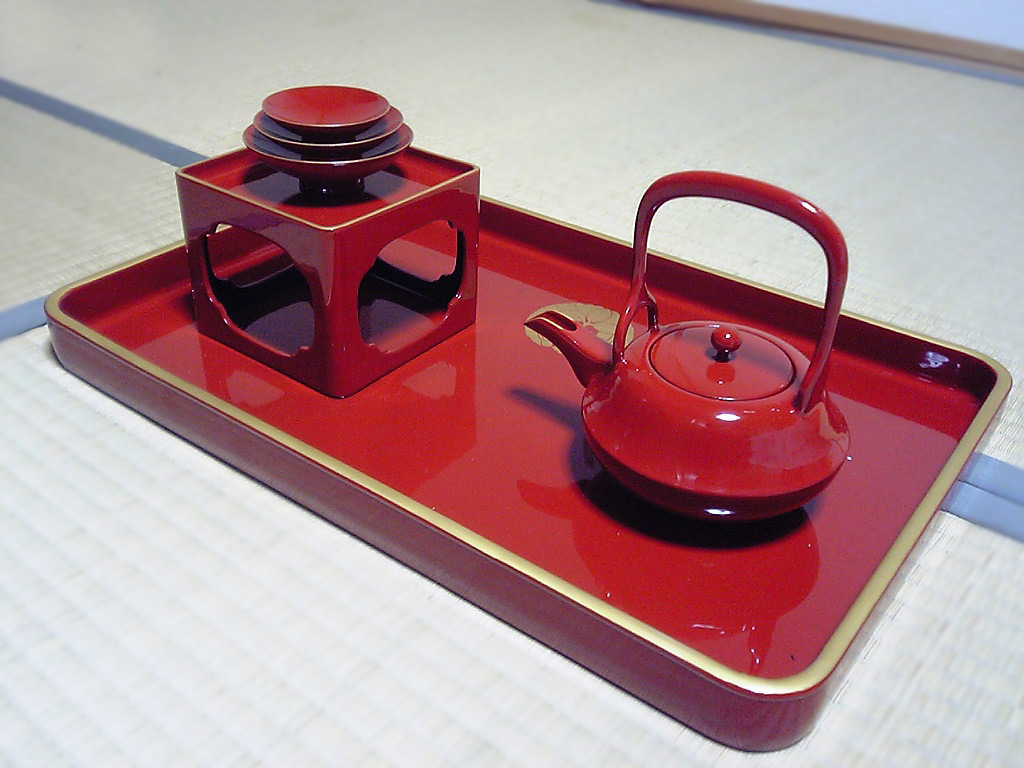
Plateau contenant le sakazuki et le contenant servant à verser le saké.

Il existe une manière assez formelle d’utiliser un sakazuki. En effet, les deux mains sont utilisées : l’une soutient la tasse par la base tandis que l’autre tient la tasse sur le côté.

## Traditions

### Nouvel An
Le nouvel An japonais (appelé Oshogatsu) est célébré avec du saké agrémenté d’herbes médicinales. Le boire symbolise la chance en particulier en matière de santé. On casse alors le cercle vicieux des esprits malfaisants.
Le saké est versé dans des sakazuki, toujours au nombre de 3 et empilés les unes sur les autres depuis une théière appelée tosoki. Tous les membres de la famille vont prendre une gorgée en faisant face à l’est, du plus jeune au plus ancien. C’est ainsi un symbole de vigueur : les plus jeunes transmettant leur force aux plus vieux.

### Tradition du cadeau de l’État
Depuis 1963, la tradition veut que l'État offre un sakazuki en argent massif à toutes les personnes fêtant leur centième anniversaire. Cette tradition du cadeau de l’État pour le centième anniversaire remonte à l’époque à partir de laquelle le gouvernement a commencé à recenser précisément le nombre d’habitants atteignant cet âge.
Si en 1963, 153 Japonais avaient fêté leur centième anniversaire, en 2022, 4 016 Japonais ont reçu un sakazuki de la part de l'État.
Pour faire des économies, l'État avait réduit la taille des sakazuki offert en 2009. Puis, passer de l’argent au plaqué argent en 2016, ce qui lui a permis de diviser par deux le prix de chaque sakazuki. Mais cela représente encore près de 3 800 yens par cadeau, environ 30 euros.
Malgré le coût de ces cadeaux, de nombreux Japonais restent attachés à cette tradition.